# 博格德內什蒂鄉 (蘇恰瓦縣)
47°22′N 26°17′E / 47.367°N 26.283°E
博格德內什蒂鄉（羅馬尼亞語：Comuna Bogdănești, Suceava），是羅馬尼亞的鄉份，位於該國東北部，由蘇恰瓦縣負責管轄，面積25平方公里，海拔高度352米，2007年人口3,983，人口密度每平方公里161人。